# Pnyks
Pnyks (stgr. Πνύξ, nowogr. Πνύκα) – wzgórze w Atenach, położone w centrum miasta w bezpośrednim sąsiedztwie Akropolu, stanowi obecnie część parku miejskiego. W starożytności było to miejsce spotkań Eklezji – zgromadzenia obywateli w demokracji ateńskiej. Prawdopodobnie w tym miejscu przemawiali mówcy ateńscy.
Prowadzone na początku XX wieku wykopaliska, prócz licznych śladów neolitu, odsłoniły w tym miejscu fundamenty budowli pochodzących z końca IV wieku p.n.e., kiedy wzgórze nie odgrywało już większej roli jako miejsce zgromadzeń. Do budowli, które niegdyś stały w tym miejscu, zaliczają się stoa i sanktuarium ku czci Zeusa. Obecnie znajduje się tu niewielka platforma widokowa, skąd można podziwiać Akropol.